# Ralf Schumann
Pour les articles homonymes, voir Schumann.
Ralf Schumann (né le 10 juin 1962, à Meissen, en Saxe, en Allemagne) est un tireur sportif au pistolet de nationalité allemande. Il fut trois fois champion olympique, et deux fois champion du monde.

## Sa vie
Il débuta le tir en 1977 et s'entraîna dans le centre sportif de tir de l'Allemagne de l'Est, à Suhl, une ville de Thuringe. Il vit maintenant à Stockheim, en Bavière.

## Sa carrière
L'ouverture vers une carrière internationale arriva avant les Jeux olympiques de Séoul en 1988, où il fut considéré comme le plus probable vainqueur des Jeux. Toutefois, il fut battu par Afanasijs Kuzmins, de l'Union soviétique (actuellement la Lettonie) par un 598 contre un 597 dans la manche de qualification. Kuzmins fit une performance exemplaire : une série parfaite à 100 points / 100.
Après cela, les cibles furent changées, ce qui baisse les performances, mais Schumann s'accrocha. Il gagne les Championnats du Monde en 1990 et les Jeux olympiques en 1992. Il fit une performance remarquable avec un 596 à plusieurs reprises, puis décrocha un nouveau record du Monde en 1995 avec 597, qu'il égala de nouveau en 2000. Il acquerra un nouveau record du Monde avec 598 points en 2005 (record battu la même année par Sergei Alifirenko).
Schumann a participé aux Jeux olympiques de 1988, 1992, 1996, 2000, 2004 et 2008.
Il se classa deuxième en 1988, premier en 1992, premier en 1996, cinquième en 2000, premier en 2004, et deuxième en 2008.

## Jeux olympiques 2008
À Pékin, aux Jeux olympiques de 2008, il remporte la médaille d'argent en 25 m pistolet rapide, devant l'Allemand Christian Reitz, mais juste derrière l'Ukrainien Oleksandr Petriv.